# معصوم أباد (نائين)
معصوم‌ أباد هي قرية في مقاطعة نائين، إيران. عدد سكان هذه القرية هو 37 في سنة 2006.